# Insektycydy fosforanoorganiczne

TEPP

Diazinon

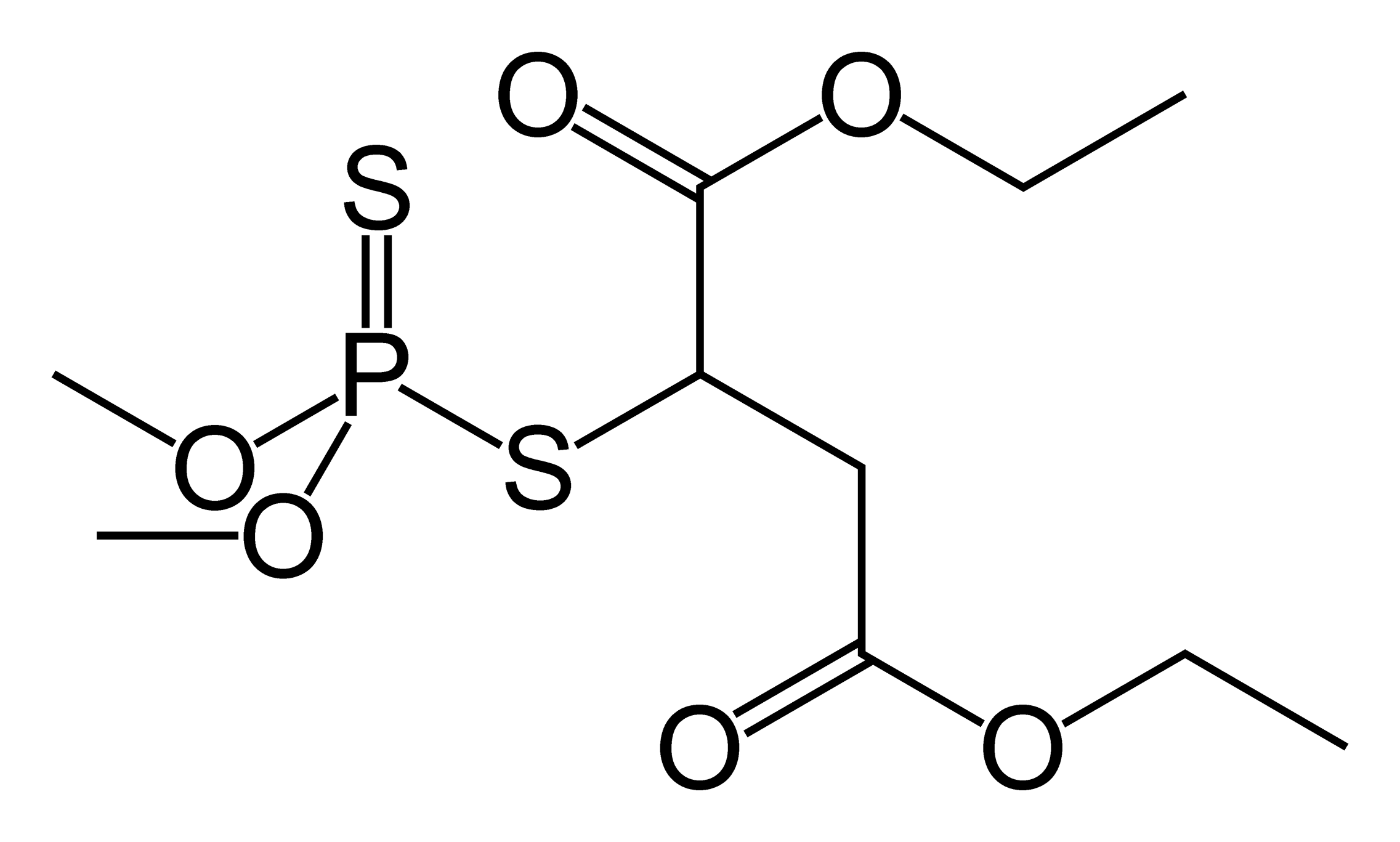
Malation

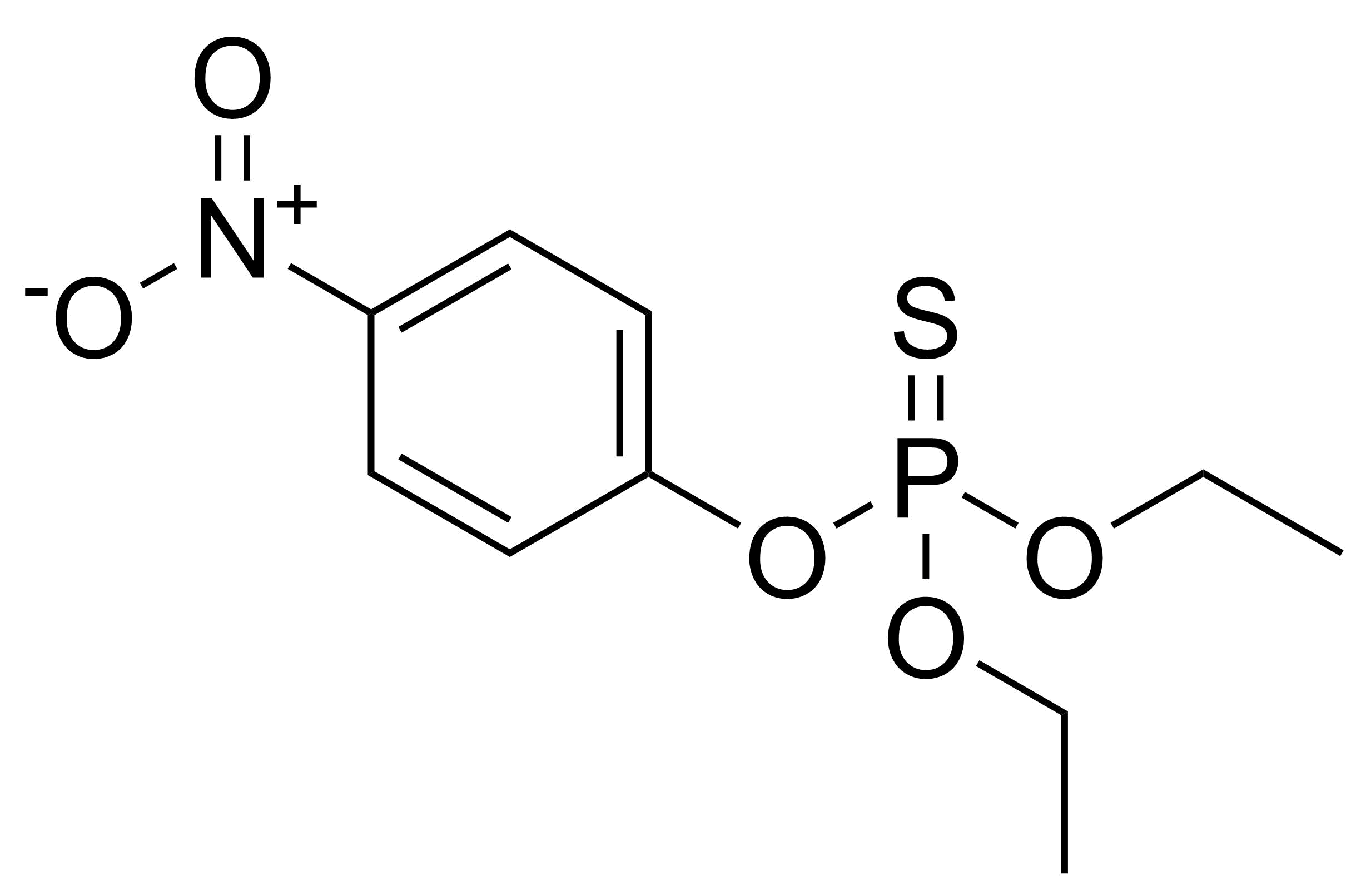
Paration

Paraokson

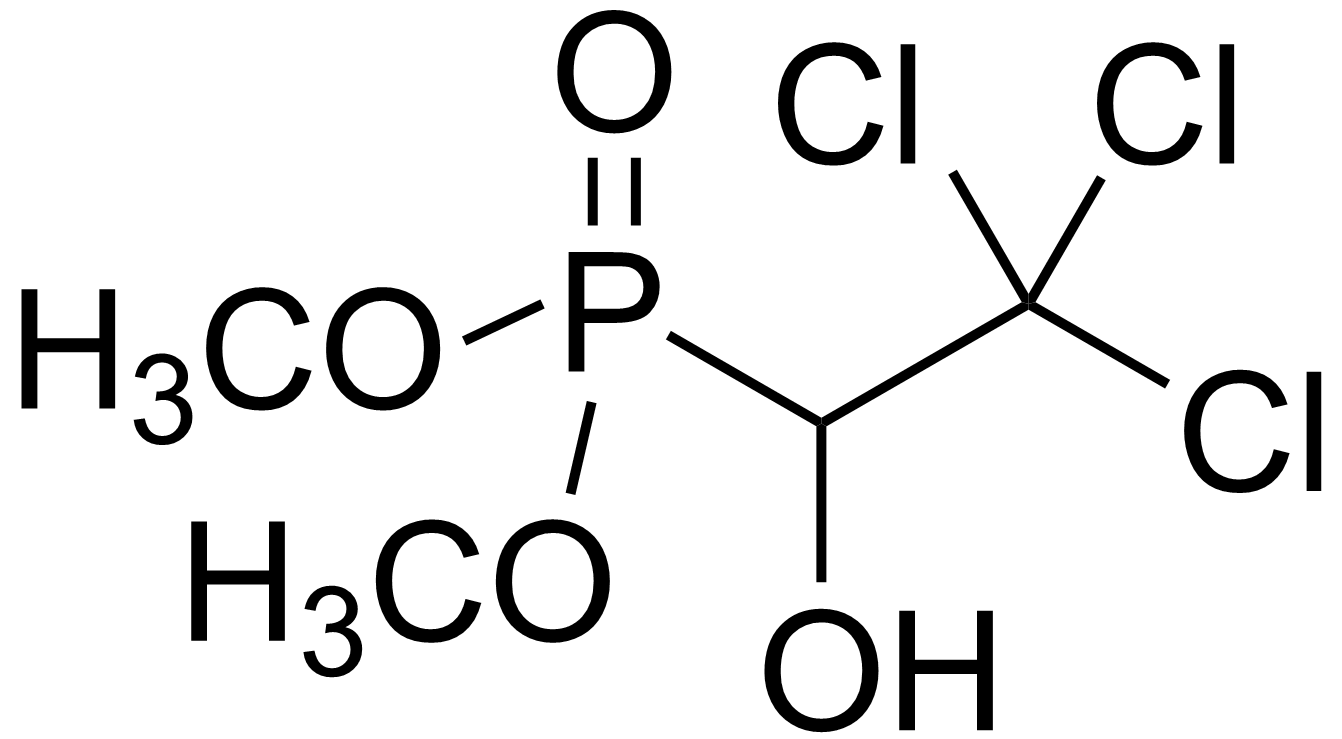
Trichlorfon

Insektycydy fosforanoorganiczne (insektycydy organofosforanowe, insektycydy fosforoorganiczne) – estry kwasów fosforowych o właściwościach owadobójczych (stosowane także jako herbicydy i fungicydy).

## Historia
Pierwszym zsyntetyzowanym, ale niezbyt szeroko stosowanym, insektycydem fosforanoorganicznym był pirofosforan tetraetylu. Bardziej rozpowszechniony stał się wyprodukowany w 1944 roku paration i podobny do niego parokson. Obecnie w użyciu znajduje się kilkadziesiąt związków należących do tej grupy.

## Budowa i właściwości fizykochemiczne
Insektycydy fosforanoorganiczne są pochodnymi kwasu fosforowego, w których grupę hydroksylową (−OH) zastąpiono grupami −OR pochodzącymi od alkoholi. Do grupy tej zalicza się także zazwyczaj między innymi organiczne tiofosforany (zawierające wiązanie P−S), halogenofosforany (zawierające wiązanie P−X, gdzie X to halogen) i fosfoniany (zawierające wiązanie P−C).
Są one zazwyczaj oleistymi cieczami o ostrym, nieprzyjemnym zapachu. Są trudno rozpuszczalne w wodzie, natomiast rozpuszczają się w rozpuszczalnikach organicznych.
Są aktywne chemicznie, reagują z cząstkami nukleofilowymi, mogą fosforylować białka.

## Przykłady związków
- TEPP
- diazinon
- paration(inne języki)
- paraokson(inne języki)
- trichlorfon(inne języki)
- malation

## Toksyczność

### Wchłanianie i rozmieszczenie w organizmie
Związki fosforanoorganiczne mogą być wchłaniane przez skórę, przewód pokarmowy i drogi oddechowe. Łatwo przenikają przez naturalne bariery organizmu. Są jednak stosunkowo szybko metabolizowane i nie kumulują się.

### Mechanizm działania toksycznego
Pestycydy z tej grupy są silnymi inhibitorami cholinoesteraz, enzymów niezbędnych dla prawidłowego funkcjonowania układu nerwowego. Hamują zarówno acetylocholinoesterazę rozkładającą acetylocholinę w płytce motorycznej, jak i cholinoesterazę znajdującą się w osoczu krwi, narządach wewnętrznych i zwojach nerwowych. Wynikiem ich działania jest zwiększenie się poziomu acetylocholiny i butyrylocholiny, co powoduje zaburzenia funkcjonowaniu mięśni i w rezultacie ich paraliż.
W normalnych warunkach wydzielona do płytki motorycznej acetylocholina dostaje się do mięśniowych receptorów i, łącząc się z nimi, wywołuje skurcz mięśnia, po czym jest od razu rozkładana przez acetylocholinoesterazę – skurcz ustępuje, a mięsień jest ponownie wrażliwy na pobudzenie. W obecności estrów fosforanowych pobudzenie trwa o wiele dłużej: tak długo, jak długo trucizna pozostaje w połączeniu z enzymem. Początkowo, po dostaniu się toksyny do krwi, mięśnie kurczą się (obserwuje się drżenie), lecz po pewnym czasie się rozluźniają (wiotczeją) i nie mogą być dalej pobudzane (nie dochodzi do repolaryzacji błony komórkowej).
Długotrwałe zetknięcie z małymi ilościami związków fosforanoorganicznych może prowadzić do kumulowania się skutków ich działania, co w rezultacie daje skutki niebezpieczne tak samo jak przy zatruciu ostrym.

### Zatrucia ostre
Są najczęściej spotykanym rodzajem zatruć. Zdarzają się u osób narażonych zawodowo na kontakt z pestycydami oraz niekiedy w gospodarstwach domowych przez przypadkowe ich spożycie lub polanie się nimi. Zatrucie rozwija się szybko, w ciągu od pół do jednej godziny (przy wniknięciu przez skórę od dwóch do trzech godzin).
Objawy zatrucia ostrego:
- objawy wynikające z pobudzenia receptorów muskarynowych – występują w zatruciu lekkim, średnim i ciężkim. W zatruciu lekkim nieaktywne jest 60% acetylocholinoesterazy i objawy utrzymują się przez okres od 1 do 3 dni.
  - osłabienie, niepokój
  - ból i zawroty głowy
  - zaburzenia widzenia
  - ślinienie, łzawienie
  - nudności, wymioty, brak łaknienia
  - zwężenie źrenic
- objawy wynikające z pobudzenia receptorów nikotynowych – występują w zatruciu średnim i ciężkim. W zatruciu średnim nieaktywne jest 60–90% acetylocholinoesterazy i objawy (jeśli nie doprowadzą do śmierci) utrzymują się przez okres od 1 do 2 tygodni.
  - narastające zaburzenia widzenia
  - wymioty, biegunka
  - hipertonia (nadmierne napięcie mięśni)
  - drżenie mięśni twarzy, rąk i głowy
  - ogólne pobudzenie, uczucie lęku
  - trudności w oddychaniu, rzężenie
  - sinica
- objawy ze strony OUN – występują w zatruciu ciężkim, gdy nieaktywne jest 90–100% acetylocholinoesterazy. Najczęściej prowadzą do zgonu.
  - drgawki
  - zaburzenia psychiczne
  - sinica
  - obrzęk płuc
  - porażenie ośrodka oddechowego

Niektóre tioestry kwasu fosforowego wykazują opóźnione działanie neurotoksyczne. Polega ono na postępowaniu neuropatii obwodowej, objawiającej się porażeniem kończyn dolnych, niezbornością ruchów oraz zaburzeniami czucia. Objawy te pojawiają się po 8–14 dniach od zatrucia. Mechanizm powstawania tych zmian jest prawdopodobnie niezależny od działania insektycydów na acetylocholinoesterazę.

## Odtrutki
Przywrócenie aktywności zablokowanej acetylocholinoesterazy jest możliwe po samoistnym oddysocjowaniu trucizny z kompleksu z enzymem, co następuje bardzo powoli – można jednak wymusić uwolnienie enzymu za pomocą odtrutek. W zatruciu związkami fosforanoorganicznymi są nimi oksymy, na przykład obidoksym, azoksym i pralidoksym (należą one do grupy odtrutek zwanych reaktywatorami acetylocholinoesterazy).
W leczeniu zatruć pomocne jest podawanie atropiny, która jako antagonista acetylocholiny łagodzi objawy.